# クリスタルの洞窟

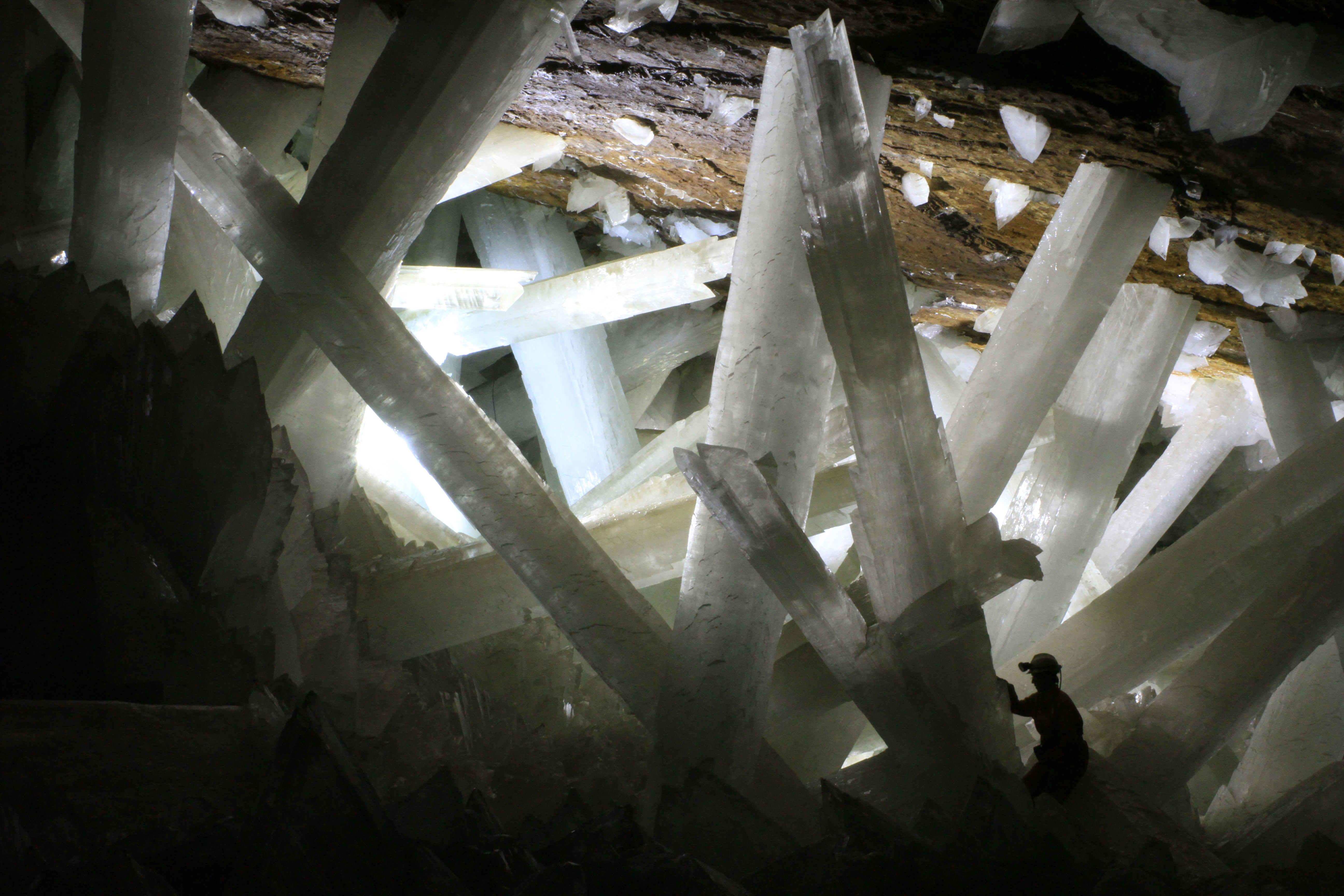
巨大結晶、人の大きさと比較

クリスタルの洞窟（クリスタルのどうくつ、クエバ・デ・ロス・クリスタレス、Cueva de los Cristales）は、メキシコ・チワワ州北部のナイカ鉱山（北緯27度51分3秒 西経105度29分47秒 / 北緯27.85083度 西経105.49639度）の地下 300m にある洞窟である。

## 概要

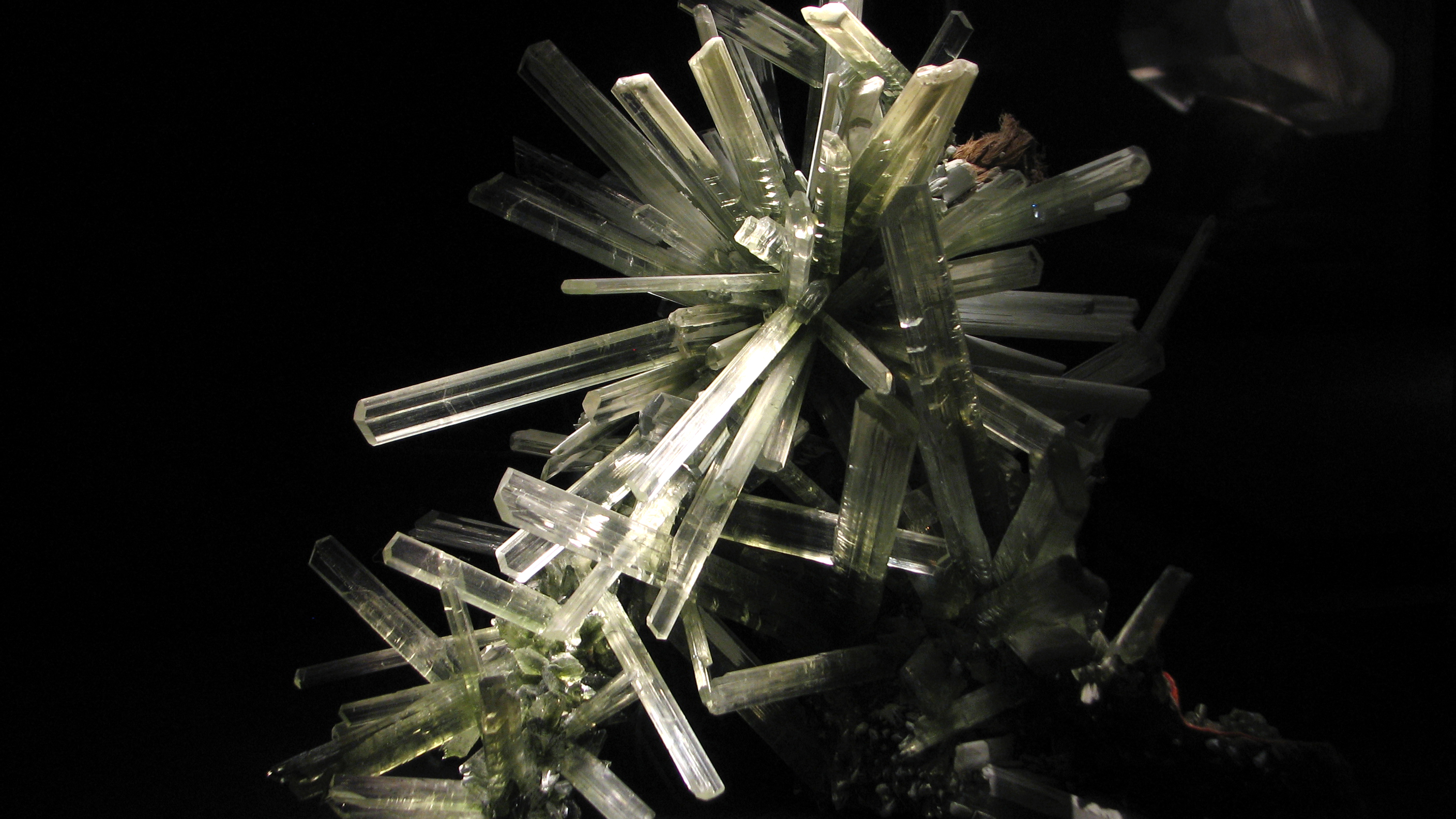
セレナイトの巨大結晶集合体

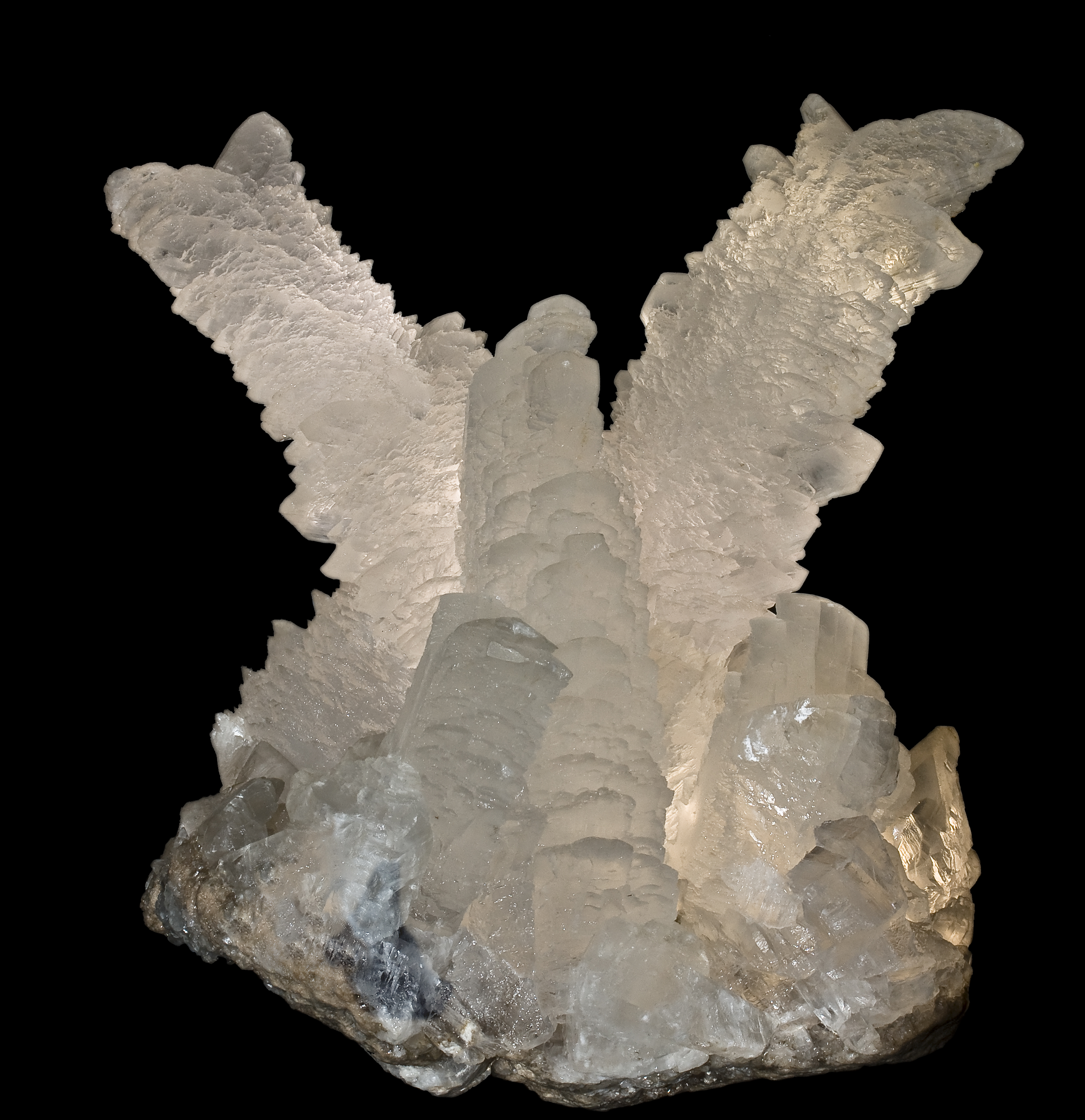
ナイカ産の石膏

ナイカ鉱山は鉛・亜鉛・銀などを産出する鉱山である。これらの金属に加えて石膏の結晶も日常的に産出されていた。1985年以降、坑道から地下水を汲み上げる作業が行われている。
洞内は石膏の水和結晶である透明石膏（セレナイト、selenite）の巨大結晶で埋め尽くされている。この中には今までに人類が発見した結晶の中で最大級のものもあり、最も大きな結晶は長さ 11m、直径 4m、重さ55トンである。この巨大な結晶は非常にゆっくりと形成されたと推定されている。
洞窟自体は長さ 27m、幅 9m ほどであるが、洞内は非常に暑く気温は 58℃ に達し、湿度 90-100% を保っている。この環境下では適切な装備の無い人間は約10分しか滞在できないため、長らく未踏の地であった。

## 発見
2000年4月、サンチェス兄弟（Juan Sanchez & Pedro Sanchez）が新たなトンネルを切削していた際、このクリスタルの洞窟が発見された。兄弟はすぐに技術責任者であったロバート・ゴンザレス（Roberto Gonzalez）に連絡した。報告を受けたゴンザレスはこれが貴重な発見である事を悟り、すぐにトンネルを埋め戻した。この間にも何人かの鉱夫らが巨大結晶を持ち出そうとして洞内に若干の損傷を与えたが、鉱山の管理会社はすぐに鉄製のドアを設置し、洞窟の保護を図った。以降もこの洞窟はペニョーレス社の管理下にあり、許可がなければ立ち入ることはできない。

## 結晶の成長
ナイカ鉱山は古い断層に沿って伸び、その地下にはマグマ溜まりが存在する。マグマは地下水を加熱し、熱せられた地下水は溶解度の上がった硫酸カルシウムなどで飽和する。この鉱物質に富んだ熱水で地下の空洞が満たされ、およそ50万年が経過した。その間、地下水の温度が安定して50℃前後に保たれたことで、結晶の形成と成長が促されたと考えられている。
この洞窟は1985年にポンプによる排水が行われるまでは地下水で満たされた状態であった。洞内の最も古い結晶は60万年前のものと推定されており、早ければこの頃から結晶形成が始まったものと推定されている。

## 調査
前述のような高温多湿の環境であるため、洞内の探索に際してはこれを防御する装備を要する。ヘルメットやヘッドライト等の一般的な装備の他、断熱のための保冷剤入りのベストや、送風装置、防水のための特別装備が必要となる。
洞内では地質学・生物学など様々な分野の視点から調査が行われている。例えば結晶の中には内部に水を包含したものもあり、このような空隙に閉じ込められていたと推定される花粉は、結晶が形成された当時のナイカ一帯の植生を復元する手がかりとなる。しかし、人の出入りに伴う洞内の二酸化炭素濃度の変化や、排水による結晶への重力的負荷の増加などにより、結晶が損傷することも懸念されているが、後述のテレビ番組（2012年）では、後10年ほどで鉱山の操業が終了し排水ポンプも止まるため、洞窟は再び地下水に満たされる予定だという。

## 映像
2009年4月5日NHK BShiで放送された「ハイビジョン特集 驚異の結晶洞窟」で、カナダ・メキシコ共同制作による洞窟内部の映像が放映された。番組ではサンチェス兄弟へのインタビューや、CGによる洞窟の全体像が放送された。